# Coprosma cheesemanii
Coprosma cheesemanii är en måreväxtart som beskrevs av Walter Reginald Brook Oliver. Coprosma cheesemanii ingår i släktet Coprosma och familjen måreväxter. Inga underarter finns listade i Catalogue of Life.